# Harpagifer spinosus
Harpagifer spinosus är en fiskart som beskrevs av Hureau, Louis, Tomo och Ozouf, 1980. Harpagifer spinosus ingår i släktet Harpagifer och familjen Harpagiferidae. Inga underarter finns listade i Catalogue of Life.